# Olof Zetterling
Olof Zetterling, född 15 mars 1744 i Kuddby församling, död 1 oktober 1816 i Vallerstads församling, var en svensk präst i Vallerstads församling.

## Biografi
Olof Zetterling föddes 15 mars 1744 i Kuddby socken. Han var son till kyrkoherden Petrus Zetterling och Märta Maria Sjöberg. Zetterling studerade hos sin far och blev höstterminen 1760 student vid Uppsala universitet. 1768 blev han filosofie kandidat och 29 juni 1771 kollega i Norrköping. Han prästvigdes 25 maj 1775 och tog pastoralexamen 26 juni 1776. Zetterling blev 5 juli 1780 rektor i Norrköping och 1 juni 1785 kyrkoherde i Vallerstads församling, tillträdde 1786. Han blev 23 november 1799 prost. Zetterling avled 1 oktober 1816 i Vallerstads socken och begravdes 11 oktober samma år i Vallerstads kyrka av kyrkoherden Matthias Sundevall i Skänninge.

### Familj
Zetterling gifte sig 30 juli 1771 med Christina Charlotta Stenvall (1753–1826). Hon var dotter till kyrkoherden Johan Stenvall i Herrestads församling och Hedvig Sophia Sotberg. De fick tillsammans barnen kyrkoherden Pehr Zetterling i Tuna församling, Hedda Maria Zetterling som var gift med kyrkoherden Carl Anders Korsfeldt i Östra Ny församling, Johannes Zetterling (1777–1777), Sophia Charlotta Zetterling (född 1780) som var gift med handlanden Carl Jacob Lindblad i Norrköping och Johanna Zetterling (född 1783) som var gift med handlanden Johan Samuel Billing i Norrköping.